# Neoperla schlitz
Neoperla schlitz és una espècie d'insecte plecòpter pertanyent a la família dels pèrlids present a Kerala (l'Índia). El seu nom científic fa referència al Fluss-Station des Max-Planck-Instituts für Limnologie, antigament situat a Schlitz (Hessen, Alemanya).
En el seu estadi immadur és aquàtic i viu a l'aigua dolça, mentre que com a adult és terrestre i volador.
Els adults són de color groc clar sense un patró de pigmentació característic. Les ales anteriors del mascle fan 11 mm de llargària. Ni la femella ni la larva no han estat encara descrites.